# Nele Marian
Nele Marian (pseudoniem van Mathilde Idalie Huysmans; Lisala (Congo-Vrijstaat), 16 februari 1906 – Brussel, 12 januari 2005) was een Franstalige Belgische schrijver, dichter en journalist van Belgisch-Congolese afkomst. Ze publiceerde in 1935 de gedichtenbundel Poèmes et Chansons, een van de eerste literaire werken in België van een auteur van Afrikaanse afkomst.

## Biografie
Mathilde Huymans was de dochter van de Belgische officier Jules Jean Huysmans (1874-1916) en een Congolese vrouw van wie alleen de voornaam Ojala bekend is. Matilde werd door haar vader erkend en had daarmee de Belgische nationaliteit. Bij zijn terugkeer naar België nam hij zijn tweejarige dochtertje met zich mee. Hij plaatste Mathilde in een internaat in Casteau. Huysmans stierf in 1916 en de voogdij over Mathilde werd toegewezen aan zijn twee zusters die in Brussel woonden. Daar werd ze behandeld als een hulp in de huishouding. Ze had een slechte verhouding met haar tantes en werd na bemiddeling van pater Alphonse Cruyen en een ambtenaar van het Ministerie van Koloniën teruggeplaatst in het internaat. Daar maakte zij haar opleiding af. Vervolgens werkte ze enkele jaren als gouvernante.
Rond haar twintigste verhuisde Huymans naar Brussel waar ze een carrière begon als schrijver en journalist. Ze gebruikte hiervoor het pseudoniem Nele Marian. Het verschijnen van Poèmes et Chansons bracht haar enige bekendheid als dichter en schrijver van Afrikaanse afkomst in België. Ze trad verschillende keren op bij nationale manifestaties waarbij ze gedichten voorlas en liederen zong.
Tijdens de Duitse bezetting van België woonde Huysmans in Luik. In die periode schreef ze, nog steeds onder de naam Nele Marian, korte verhalen voor het blad La Terre wallonne over de geschiedenis van Wallonië en liet zich niet meer uit over de koloniale geschiedenis van België.  Ze kreeg een relatie met René Franssen, die commercieel directeur was van de met de Duitse bezetting collaborerende krant La Légia. Zowel La Terre wallon als La Légia waren eigendom van de Duitsgezinde vereniging La Société Liégoise d'édition. Franssen werd na de oorlog veroordeeld wegens collaboratie. Na zijn ontslag in 1951 ging hij met Huysmans samenwonen in Brussel. Ze leefden teruggetrokken en vermeden de publiciteit. Huysmans had verschillende banen buiten de journalistiek. Nele Marian en haar werk raakten in de vergetelheid. Dat zij wel is doorgegaan met het schrijven van gedichten blijkt uit enkele onuitgegeven gedichten die in het archief worden bewaard.
Huysmans overleed in 2005. Ze liet geen kinderen achter. Zes dagen later is ze gecremeerd.
De nalatenschap van Nele Marian wordt beheerd door het Archief- en Onderzoekscentrum voor Vrouwengeschiedenis (AVG-Carhif). In het archief worden de typoscripten van haar verhalen en enkele gedichten en liedteksten bewaard. In het archief zijn ook de krantenknipsels met feuilletons en korte verhalen in te zien die verschenen zijn in het blad Terre wallonne. Enkele foto's van haar zijn opgenomen in de fototheek van het archief.

## Schrijverschap
In 1935 verscheen bij Les Editions de l'Expansion Coloniale in Brussel de gedichtenbundel Poèmes et Chansons, waarin Nele Marian koloniaal onrecht op aangrijpende wijze beschrijft. Opvallend in het werk is dat Marian een voortdurende en radicale tegenstelling hanteert tussen nous, de inwoners van Congo (wij), en on, de blanken (men). Andere stijlkenmerken zijn het toepassen van een vrije versvorm, refreinen en woordherhalingen, alliteraties en neologismen. Het dichtbundeltje, dat slechts vijftien pagina's telt, werd begin jaren negentig teruggevonden in het Robert Van Bel Fonds van het Afrikaans Documentatiecentrum van de Koninklijke Bibliotheek van België. Door het thema van de gedichten en het ritmische taalgebruik wordt het werk gezien als een van de belangrijkste vroege werken uit de Congolese literatuur.
In Poèmes et Chansons zijn acht gedichten opgenomen: Kalinga (Berceuse) - La Houlante - Mort en Brousse - Chanson de pagayeurs - Sérénade à Jaky - Loin des Tam-tams - Congolina - La barque de Bakundi. In 2023 verscheen de Nederlandse vertaling van de gedichten door Grâce Ndjako. Ze zijn opgenomen in het boek Congolina - De erfenis van Nele Marian, geschreven door Nadia Nsayi. In dit boek zijn ook de originele Franstalige gedichten opgenomen.
In 1944 publiceerde Marian La légende du Vieux Bon Dieu, geïllustreerd met houtsnedes van E.-A. Hermans.
Eveneens in 1944 verscheen Les grands faits de l'histoire du Pays wallon. De geschiedenis van Wallonië is rijk aan legendes en epische verhalen. Voor dit boek heeft Marian dertig korte verhalen geschreven over bekende personen en belangrijke plaatsen en gebeurtenissen uit de vroege geschiedenis en de middeleeuwen, zoals bijvoorbeeld: Ambiorix, Rijksbisschop Notger, Margaretha II van Vlaanderen, de Tumulus van Othée, de Oorlog van de Koe en de Awans- en Warouxoorlog.

## Werken
- 1935 Poèmes et Chansons. 15 p. Edition de l'Expansion Coloniale, Bruxelles, 1935.
- 1944 La légende de Vieux Bon Dieu. 89 p. Les écrits, Bruxelles, 1944.
- 1944 Les grands faits de l'Histoire du pays Wallon. 183 p. Maréchal Editions, Liège, 1944. Bewerkte en herziene editie: Editions des Régionalismes, Cressé, 2015, 182 p. ISBN 978-2824006178

- International Standard Name Identifier: 0000 0004 5970 9575
- Library of Congress Control Number: no2023137133
- Nederlandse Thesaurus van Auteursnamen: 340492538
- Virtual International Authority File: 291048335
- WorldCat: E39PCjr7dBkD9qYQqTmg6Cm9Tb